# Pedro Ladislao González y Estrada
Pedro Ladislao González y Estrada (La Habana, 27 de junio de 1866 - 22 de abril de 1937) fue un prelado católico cubano, obispo de San Cristóbal de La Habana y obispo titular de Attalea en Panfilia.

## Biografía
Pedro Ladislao González y Estrada nació en La Habana (Cuba) el 27 de junio de 1866. Ingresó al seminario de su ciudad natal. Fue ordenado sacerdote el 8 de junio de 1890 en la catedral de la Inmaculada Concepción de la Virgen María. 
El papa Pío X lo nombró obispo de la misma diócesis el 16 de septiembre de 1903. Fue consagrado obispo el 28 de octubre del mismo año, de manos de Placide Louis Chapelle, arzobispo de Nueva Orleans y delegado apostólico en Cuba. 
Su co-consagrador fue Francisco de Paula Barnada y Aguilar, arzobispo de Santiago de Cuba. Junto a él fueron consagrados obispos Braulio Orue Vivanco, primer obispo de Pinar del Río, y Buenaventura Finbarr Broderick, obispo titular de Juliopolis y obispo auxiliar de San Cristóbal de la Habana. 
El 2 de enero de 1925 la Santa Sede aceptó su renuncia a la sede de La Habana por problemas de salud, pasando a ser obispo emérito, al tiempo que fue nombrado obispo titular de la diócesis de Attalea en Panfilia. 
Murió el 22 de abril de 1937, a los 70 años, en Marianao, provincia de La Habana, y fue enterrado en un mausoleo del Cabildo Catedralicio de San Cristóbal, en el Necrópolis de Cristóbal Colón de La Habana. Cuando este mausoleo fue abandonado en 1940, sus restos fueron trasladados al osario general del cementerio, y desde entonces se consideran perdidos.